# Zebco Fishing
Zebco Fishing, estilizado como Zebco Fishing!, é um jogo de simulação de pesca lançado em 2001, para Game Boy Color, publicado pela Natsume Company Ltd. e desenvolvido pela Victor Interactive Software, Inc.

## Jogabilidade
Zebco Fishing! foi desenvolvido para Game Boy Color e tenta recriar ao máximo a emoção da pescaria, ao mesmo tempo que dá ao pescador experiente a chance de fisgar o peixe lendário. O jogador precisa escolher a isca ideal para cada tipo de peixe e cenário, além de aprender a técnica do manuseio da vara com os controles do Game Boy.
O game incorpora as mais recentes inovações do Game Boy Color, desde o recurso de efeitos sonoros do peixe sendo fisgado até a reprodução de sons reais de vozes, de modo que simula quase que real a pesca com um amigo.
Os gráficos e sons ambiente, juntamente com as mudanças nas condições do clima e da água, aumentam o realismo da sua aventura de pesca.

## Características
- Onze iscas para escolher e dois lagos diferentes para pescar
- Torneio e "Blackjack Bass Fishing"
- Tenha sorte em pescar o Nessie e se tornará uma lenda

## Bônus
Com muita sorte e paciência, o jogador pode conseguir pescar o lendário peixe Loch Ness de quase 10 quilos.